# Belfort Roxo
Raimundo Teixeira Belfort Roxo mais conhecido por engenheiro Belfort Roxo (São Luís do Maranhão, 11 de setembro de 1838 — Rio de Janeiro, 17 de novembro de 1896) foi um engenheiro brasileiro de proveniência estadunidense e normando-irlandesa.

## Biografia
Filho de José Rodrigues Roxo e Maria Rita Teixeira Vieira Belfort. O engenheiro Belfort Roxo teve um papel muito importante durante o período em que foi Inspetor Geral de Obras do Rio de Janeiro. Juntamente com o engenheiro Paulo de Frontin solucionou o problema de escassez de água que sofria o Rio de Janeiro em 1889, no chamado Episódio da água em seis dias, no verão de 1889.
Realizou outros importantes trabalhos, como a ampliação e modernização do porto de São Luiz, no Maranhão, a inspeção de obras de construção da Estrada de Ferro Minas - Rio, além de dirigir a Inspetoria Geral de Obras Públicas do Rio de Janeiro.

## Formação acadêmica
Bacharel em Ciências Físicas e Matemáticas pela Escola Central, mais tarde denominada Escola Politécnica do Rio de Janeiro.
Como Paulo de Frontin e Pereira Passos, ele foi mandado por D. Pedro II à Europa, com dinheiro do próprio bolso do monarca, para estudos de especialização.  Diplomou-se no Instituto dos Engenheiros Civis de Londres e na Escola de Pontes e Calçadas de Paris.

## Homenagens
No estado do Rio de Janeiro, a região onde atualmente se situa o município de Belford Roxo era habitada por índios. Mais tarde ali funcionou um engenho, que depois foi desmembrado em vários outros engenhos. Em 1888 houve uma grande estiagem na Baixada Fluminense, e um dos homens que ajudou a resolver o problema foi Raimundo Teixeira Belfort Roxo. Como homenagem póstuma, seu nome foi dado à antiga Fazenda do Brejo, por onde passavam os trilhos da Estrada de Ferro Rio d´Ouro e a água encanada que alimentou durante décadas os chafarizes do Rio de Janeiro.
Em 1990 foi instalado o município de Belford Roxo, que se desmembrou de Nova Iguaçu.
Também no Rio de Janeiro, no bairro de Copacabana, seu nome foi dado à Rua Belfort Roxo.